# Mimomyia plumosa
Mimomyia plumosa är en tvåvingeart som först beskrevs av Theobald 1901.  Mimomyia plumosa ingår i släktet Mimomyia och familjen stickmyggor. Inga underarter finns listade i Catalogue of Life.